# NGC 4314
NGC 4314 este o infrared source⁠(d) situată în constelația Părul Berenicei. A fost descoperită în 13 martie 1785 de către William Herschel. Se află la o distanță de 16,2 megaparseci de Pământ.